# Samkhia-sutra
El Samkhia-sutra o Pravachana-sutra es uno de los dos textos (junto con el Tatua-samasa) que hasta el siglo XIX los hindúes atribuían al legendario sabio indio Kapilá.
- Saṁkhya-sūtra
- Pravachana-sūtra
- Sāṁkhya-pravachana-sūtra

## Datación
Desde principios del siglo XX se cree que data del siglo XIV o XV, ya que Guna-Ratna (autor indio del siglo XIV) no lo nombra, pero sí nombra al Samkhia-karika de Íshuara Krisná.

## Contenido
Describe un enfoque filosófico a la cosmología, ambas cosas a un nivel tanto individual como universal.
Consta de 6 capítulos.

## Comentarios
Los primeros comentarios a esta obra se remontan al siglo XVI.
Existen cuatro comentarios conocidos acerca del Sāṁkhya-pravachana-sūtra:
- el Kāpilá-sāṁkhya-pravachana-sūtra-vritti, de Aniruddha (siglo XV).
- el Sāṁkhya-pravachana-bhāṣya, de Vigñana Bhiksu (siglo XVI), el más importante
- el Sāṁkhya-pravachana-sūtra-vritti-sāra, de Mahādeva (siglo XVII aprox.).
- el Laghu-sāmkhya-sūtra-vritti, de Naguesh.[1]